# Skamp
SKAMP é uma banda pop lituana.

## Perfil da banda
SKAMP mistura  pop, rock, Hip Hop, e reggae numa sonoridade única alternativa. Skamp chegou à fama em Lituânia maio 1998, com um cover de George Gershwin, Summertime.  A canção foi um sucesso instantâneo na Lituânia e eles têm gravaram até ao momento seis álbuns de estúdio. Os membros também têm prosseguido vários projetos independentes. Skamp tem apoiado vários famosos artistas e grupos do mundo, tais como  Black Eyed Peas , Wheatus , Bomfunk MCs.

### Eurovisão
Skamp surgiu no Festival Eurovisão da Canção 2001 realizado em Copenhaga , na Dinamarca com a canção "You Got Style" . Eles terminaram em 13 º lugar com 35 pontos que, na época, foi a melhor classificação para a Lituânia no concurso até ao  Festival Eurovisão da Canção 2006 , quando os  LT United terminaram em sexto.

## Membros
- Erica Jennings – letra, voz. Ela é de nacionalidade irlandesa e fala pouco  lituano.
- Victor "Vee" Diawara – produtor, letra, voz, guitarra. Ele nasceu em  Vilnius, mas era filho de pai do Mali e mãe lituana. Ele fala fluentemente francês.
- Vilius Alesius – letra e voz

## Discografia

### Álbuns de estúdio
- Angata (1999, Koja Records Group)
- Green (2000, Koja Records Group)
- Le Boom-Chick (2000, Koja Records Group)
- Skempinligė (2001, Koja Records Group)
- Project: Tolerance (2001, Koja Records Group)
- Reach (2004, Melodija Records / Tabami Records)
- Deadly (2005, Melodija Records / Tabami Records)
- Le Boom-Chick Vol.2 (2007, Melodija Records / Tabami Records)
- Live & Deadly (2007, Melodija Records / Tabami Records)
- Kažką?! (2008, Tabami Records)

### Singles notáveis
- Summertime (1998)
- You Got Style (2001)
- Mūsų Dienos Kaip Šventė (2002)
- Split The Atom (Na Na Na) (2004)
- Reach featuring Pushas (2007)